# Esram Racing Products
Esram Racing Products war ein niederländischer Hersteller von Automobilen.

## Unternehmensgeschichte
Michel M. van der Meer gründete 1969 in Lopik das Unternehmen und stellte zwischen 1969 und 1972 Automobile her. Die Angaben zu den produzierten Stückzahlen schwanken zwischen 52 und 53.

## Automobile
Das einzige Modell Zandhaas (zu deutsch: Sandhase) war ein Buggy, der dem englischen Modell Manta Ray entsprach. Die Fahrzeuge entstanden auf gekürzten Fahrgestellen vom VW Käfer. Die Preise für ein Kit betrugen 2500 Niederländische Gulden für einen Standardbausatz und 4444 Gulden für einen umfangreicheren Bausatz.